# 小石川正弘
小石川 正弘（こいしかわ まさひろ、1952年 - 2020年8月26日）は、日本の天文家である。宮城県出身。

## 生涯
宮城県宮城郡広瀬村の愛子（現在は仙台市青葉区）にある曹洞宗の寺院・安養寺に生まれる。
宮城県農業高等学校を卒業後に五藤光学研究所勤務を経て、1972年から仙台市天文台の技術職員となり仙台市教育委員会生涯学習課天文台係長などを務めた。2013年に定年退職し、以後はせんだいメディアテークの嘱託職員として啓蒙活動を行っていた。
1988年12月に (3994) 愛子を発見したのをはじめとして、多数の小惑星を発見した。小惑星の発見数は1987年から1995年にかけて19個にのぼり、仙台市の地名やゆかりの人物、仙台市の姉妹都市にちなんだ命名をおこなっていた。また、2010年にはM31に新星を発見し、2010年と2012年には超新星も発見している。
2020年8月26日、仙台市内の自宅で死去。
渡辺和郎と円舘金が1991年10月に発見した小惑星 (6097) 小石川は、彼の名前にちなむ。